# Skjold (1896)
Skjold — призначений для берегової оборони корабель Королівських військово-морських сил Данії. Офіційно класифікувався як «броненосна батарея» (данською: «panserbatteri»).

## Конструкція
На відміну від попередника, Iver Hvitfeldt, який побудували десятиліттям раніше, і більше нагадував класичні броненосці берегової оборони, «Сколь» мали конструкцію монітора з низьким надводним бортом.

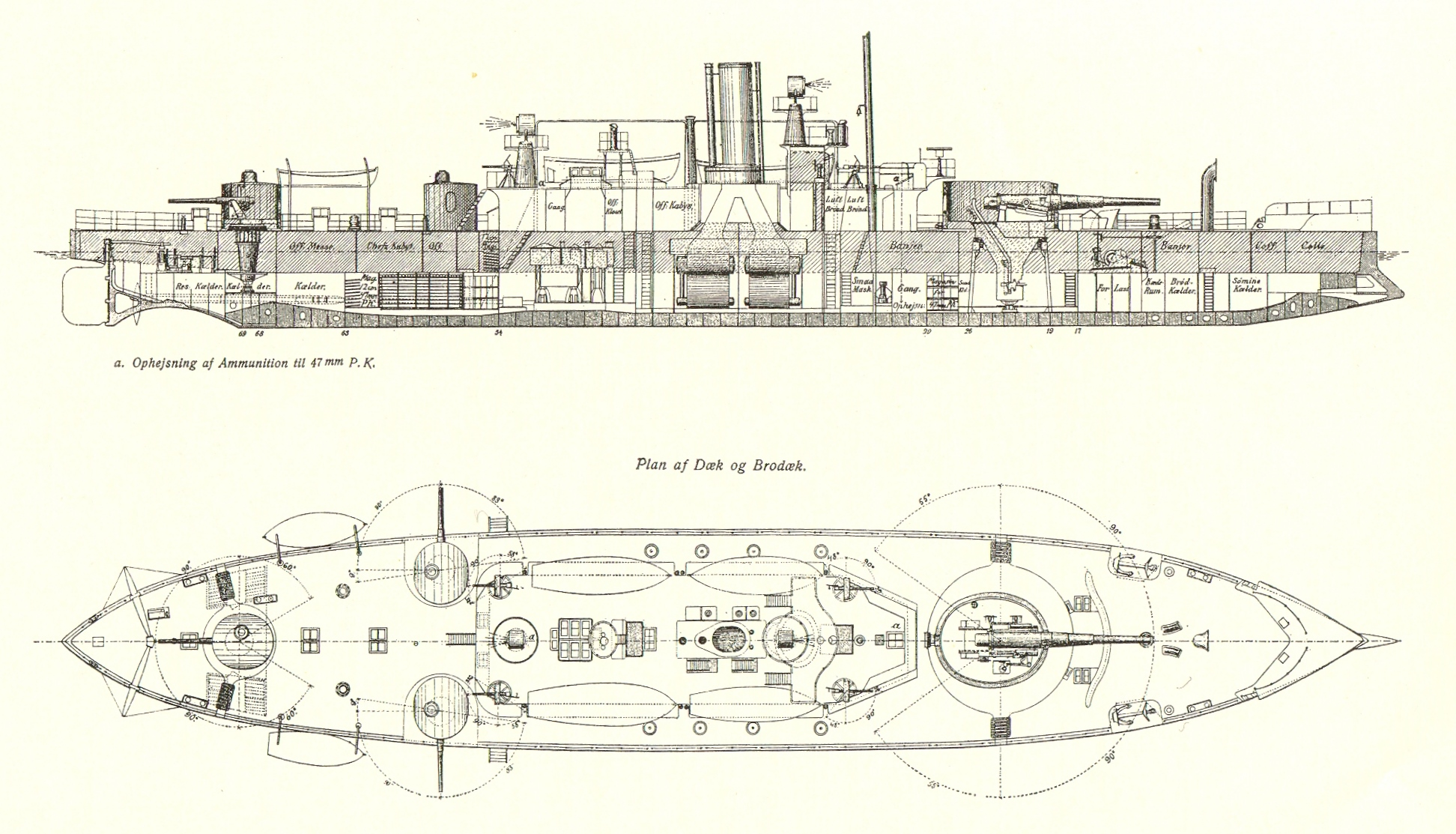
План корабля